# Delta Canis Majoris
Delta Canis Majoris (δ CMa, δ Canis Maioris), Wezen, é uma estrela da constelação do Cão Maior. Também é conhecida por Alwazn, Wesen, Al Wazor. O nome vem do árabe وزن wazn que significa peso.
Wezen está a 1800 anos luz da Terra, e tem uma magnitude aparente de 1,84m, magnitude absoluta de -6.87m e uma Supergigante branco-amarela de classe espectral F8 Ia.
Na bandeira do Brasil, como uma estrela de segunda grandeza, representa o estado de Roraima. 